# Forces Armades Búlgares
L'Exèrcit búlgar (en búlgar: Българска армия) també anomenat Forces Armades búlgares, és l'exèrcit principal del territori de Bulgària. El comandant en cap és el president de Bulgària mentre que el Ministeri de Defensa és l'encarregat del lideratge polític, el comandament militar general està en mans de l'Estat Major de Defensa, encapçalat pel Cap de la Defensa. Hi ha tres branques principals de l'exèrcit; les Forces terrestres, les Forces aèries i les Forces navals.

## Història
Després de l'alliberament de Bulgària, les tropes territorials búlgares es van establir per ordre la primera datada del 15 de juliol de 1878 i emesa per l'alt comissionat rus a Bulgària, Price Alexander Dondukov-Korssakov. El seu nucli era la força de voluntaris búlgars, i es va establir com un exèrcit permanent amb servei militar obligatori. En una fase posterior, aquest últim esdevé un dels principis bàsics subjacents a la Constitució de Turnovo. En un curt període es van formar quatre branques de serveis: infanteria, artilleria, cavalleria i tropes de sapadors, i el 1879 es van construir les bases de l'Armada.